# Ostorhinchus hoevenii
Ostorhinchus hoevenii is een straalvinnige vissensoort uit de familie van de kardinaalbaarzen (Apogonidae). De wetenschappelijke naam van de soort is voor het eerst geldig gepubliceerd in 1854 door Pieter Bleeker. Daarbij is 'hoevenii' een verwijzing naar de Nederlandse zoöloog Jan van der Hoeven.